# یانا گوردون
یانا گوردون (انگلیسی: Jaanai Gordon؛ زادهٔ ۷ دسامبر ۱۹۹۵) بازیکن فوتبال اهل بریتانیا است.
از باشگاه‌هایی که در آن بازی کرده‌است می‌توان به باشگاه فوتبال پیتربورو یونایتد، باشگاه فوتبال اسلایگو راورز، باشگاه فوتبال نانیتون تاون، باشگاه فوتبال چلمزفورد سیتی، و باشگاه فوتبال وستهام یونایتد اشاره کرد.